# 神秘列车
《神秘列车》（英語：Mystery Train）是1989年由吉姆·贾木许执导的多段式电影，电影于戛纳电影节首映，并入选主竞赛单元。